# 168698 Robpickman
168698 Robpickman este un asteroid din centura principală de asteroizi.

## Descriere
168698 Robpickman este un asteroid din centura principală de asteroizi. A fost descoperit pe 5 aprilie 2000 la Stația Anderson Mesa de Larry H. Wasserman. Asteroidul prezintă o orbită caracterizată de o semiaxă mare de 2,75 ua, o excentricitate de 0,09 și o înclinație de 3,6° în raport cu ecliptica.